# Deng Mengnü
Deng Mengnü (chiń. 鄧猛女; zm. 165) – znana również jako Liang Mengnü (梁猛女) i Bo Mengnü (薄猛女). Druga żona cesarza Chin Huana (146 - 168).

## Pochodzenie
Ojciec Deng Mengnü, Deng Xiang był niskim urzędnikiem cesarskiej administracji i kuzynem cesarzowej Deng Sui (będącej tak jak i on potomkiem Deng Yu). Matka przyszłej cesarzowej, pani Xuan po wczesnej śmierci męża wyszła za Liang Ji (nie mylić z bratem wielkiej cesarzowej wdowy Liang Na), który był wujem Sun Shou, żony potężnego urzędnika Liang Ji, który zdominował scenę polityczną za panowania cesarza Huana i jego dwóch poprzedników: cesarzy Chonga (144 - 145) i Zhi (145 - 146).

## Cesarzowa
Po ślubie matki młoda Deng Mengnü mieszkała przez jakiś czas z nią i ojczymem. Jednak z powodu jej urody Liang Ji przekonał swoją pasierbicę i wraz z jej matką zaoferował dziewczynę cesarzowi Huanowi na jedną z konkubin, po czym adoptował ją i zmienił jej nazwisko rodowe na Liang. Po śmierci siostry Liang Ji, cesarzowej Liang Nüying w 159 roku potężny Liang Ji chciał zachować swój wpływ na cesarza poprzez znalezienie mu żony – najpierw wysłał morderców by zabili matkę dziewczyny panią Xuan, jednak zostali oni oszukani przez jej sąsiada eunucha Yuan She. To wydarzenie przyczyniło się do serii wydarzeń, która doprowadziła do upadku Lianga Ji. Wreszcie wściekły cesarz zawiązał spisek z kilkoma eunuchami i podczas przewrotu obalił Lianga Ji jeszcze w tym samym roku i nakazał wymordować klany Liang i Sun.
Po upadku klanu Liang cesarz mianował konkubinę Deng cesarzową i wyniósł jej braci, stryjów i kuzynów do najwyższych pozycji w państwie, nie dając im jednak żadnej realnej władzy.

## Upadek i śmierć
Przez jakiś czas zakochany w pięknej cesarzowej cesarz Huan nadawał jej coraz piękniejsze przydomki i większe bogactwa, nie zaprzestając jednak odwiedzania konkubin Guo i Tian. Cesarzowa Deng stawała się bardzo arogancka i zazdrosna – wkrótce wraz z konkubiną Guo wszczęła serię fałszywych oskarżeń przeciwko innym konkubinom aż wreszcie w 165 roku cesarz Huan odebrał jej tytuł, odsunął od siebie i uwięził. Zmarła z gniewu i depresji jeszcze w tym samym roku, a jej krewni zostali usunięci z zajmowanych do tej pory stanowisk.